# Ede Király
Pour les articles homonymes, voir Király.
Ede Király, né le 22 février 1926 à Budapest et mort le 10 août 2009 au Canada, est un patineur artistique hongrois.

## Biographie

### Carrière sportive
Patinant en couple avec Andrea Kékessy, il est notamment médaillé d'argent olympique en 1948, champion du monde en 1949 et champion d'Europe en 1948 et 1949. Il compte aussi quatre titres de champion de Hongrie.
Il s'est aussi construit un palmarès individuel, étant deux fois vice-champion du monde en 1949 et 1950, champion d'Europe en 1950 et six fois champion de Hongrie.

## Palmarès
| Compétitions en individuel | 1941 | 1942 | 1943 | 1944 | 1945 | 1946 | 1947 | 1948 | 1949 | 1950 |
| Jeux olympiques            |      |      |      |      |      |      |      | 5e   |      |      |
| Championnats du monde      |      |      |      |      |      |      |      | 3e   | 2e   | 2e   |
| Championnats d'Europe      |      |      |      |      |      |      |      | 4e   | 2e   | 1er  |
| Championnats de Hongrie    | 1er  |      |      | 1er  |      |      | 1er  | 1er  | 1er  | 1er  |
| Compétitions en couple     | 1941 | 1942 | 1943 | 1944 | 1945 | 1946 | 1947 | 1948 | 1949 | 1950 |
| Jeux olympiques            |      |      |      |      |      |      |      | 2e   |      |      |
| Championnats du monde      |      |      |      |      |      |      |      | 2e   | 1er  |      |
| Championnats d'Europe      |      |      |      |      |      |      |      | 1er  | 1er  |      |
| Championnats de Hongrie    |      |      |      | 1er  |      |      | 1er  | 1er  | 1er  |      |